# Agapornis personatus
Inseparável-de-cabeça-preta ou inseparável-de-cabeça-negra (Agapornis personatus) é uma das nove espécies de Agapornis, pequenas aves da família dos Papagaios (Psittacidae). A espécie é nativa do nordeste da Tanzânia e amplamente criada sob cativeiro como animal doméstico .

## Nomes
O nome genérico vem das palavras gregas agape, amor, e ornis, ave, ou “ ave-do- amor. Em inglês, estas aves são conhecidas por love birds, que tem o mesmo significado, enquanto que em espanhol e francês, se usam termos equivalentes a “inseparáveis”, aludindo ao seu hábito de formarem par para toda a vida. Esta espécie, em particular, é denominada mascarada por causa da sua coloração, em que os olhos parecem os de uma máscara.

## Características
O “inseparável mascarado” é um dos menores Agapornis, com um tamanho médio entre 12,5 e 15 cm. A sua principal característica é a cor negra ou "marrom" quase negro da cabeça, com cada olho rodeado de um anel branco, que o faz parecer estar mascarado. O bico é vermelho brilhante. O dorso é de um verde mais escuro que o ventre e nas asas tem plumas de voo negras. Tem o peito amarelo, que se continua no pescoço, incluindo a nuca. Machos e fêmeas têm idêntica aparência externa, mas os jovens têm cores mais pálidas.

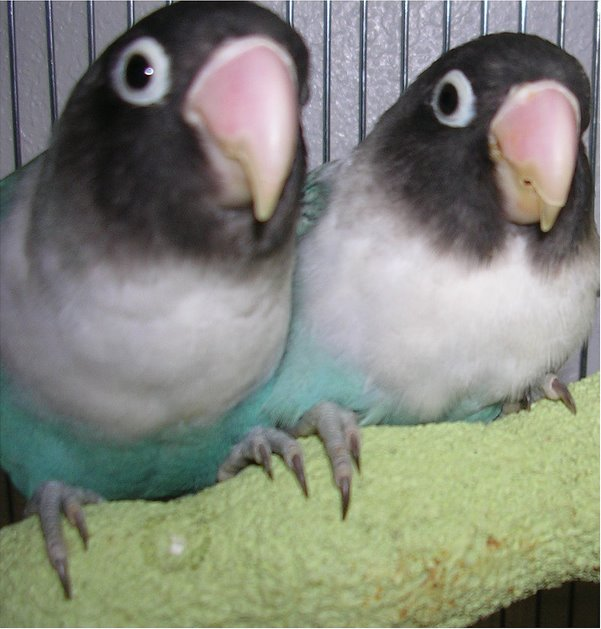
Mutante azul

A mutação azul foi descrita originalmente em aves selvagens, na década de 1920, mas já foram descritas outras mutações, em termos de cor, resultantes de seleção em avicultura.

## Alimentação
Estes periquitos exigem uma dieta variada, principalmente de sementes, fruta ou vegetais frescos. Não convém dar-lhes nada salgado, nem contendo cafeína ou chocolate. O abacate e algumas outras frutas dessa família são venenos para os papagaios em geral.

## Reprodução
No seu ambiente natural, os inseparáveis fazem normalmente o ninho num buraco de uma árvore, que forram com folhas e outros elementos vegetais. A postura consiste em quatro ou cinco ovos brancos, que a fêmea incuba por cerca de 20 dias, sendo alimentada pelo macho.